# Station Chauny
Station Chauny is een spoorwegstation in de Franse gemeente Chauny. Het ligt aan de spoorlijn Creil - Jeumont, en was eindpunt van de inmiddels gesloten Spoorlijn Anizy-Pinon - Chauny.

## Foto's

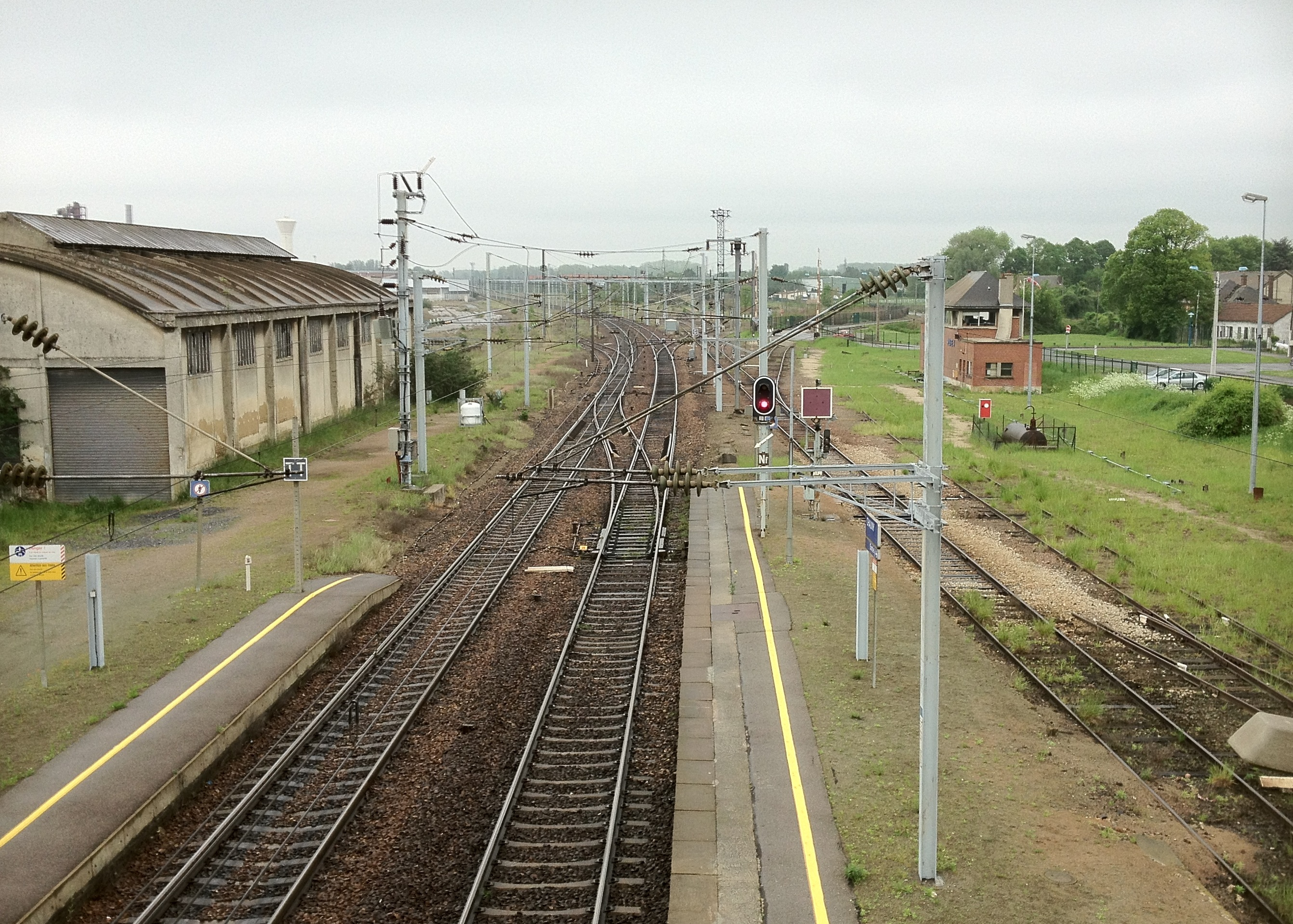